# Armand Gagné
Armand Gagné (nacido François-Michel Gagné; 1771–1792) fue un hijo adoptivo del rey Luis XVI y la reina María Antonieta de Francia.

## Adopción
La historia de cómo se produjo la adopción se convirtió en una anécdota muy conocida. Un día de 1776, el carruaje de María Antonieta estuvo a punto de atropellar a un niño de cinco años en la carretera. El carruaje se detuvo, el niño se salvó y María Antonieta quedó tan encantada con su apariencia que se lo llevó con ella. El niño no estaba dispuesto a ir y no deseaba dejar a su abuela, pero María Antonieta lo "adoptó" formalmente (es decir, se convirtió en su hijo adoptivo). El incidente fue descrito por Madame Campan:
"Un muchachito de pueblo, de cuatro o cinco años, lleno de salud, de agradable semblante, ojos muy grandes y azules, y pelo fino y claro, se metió debajo de los pies de los caballos de la Reina, cuando ésta tomaba aire en una calesa, por la aldea de St. Michel, cerca de Louveciennes. El cochero y los postillones detuvieron los caballos, y el niño fue rescatado sin el menor daño. Su abuela salió corriendo por la puerta de su cabaña para llevárselo; pero la Reina, poniéndose de pie en su calesa y extendiendo los brazos, gritó que el niño era suyo, y que el destino se lo había dado, para consolarla, sin duda, hasta que tuviera la dicha de tener uno ella misma. ¿Está viva su madre? preguntó la Reina. “No, señora; mi hija murió el invierno pasado y dejó cinco niños pequeños en mis manos." Tomaré éste y haré todo lo demás; ¿Estás de acuerdo? — "Ah, señora, son demasiado afortunados —replicó la labriega- Pero Jacques es un chico malo. ¡Espero que se quede con usted!”. La Reina, tomando al pequeño Jacques sobre sus rodillas, dijo que lo acostumbraría a ella y dio orden de proceder. Sin embargo, fue necesario acortar el viaje, tan violentamente gritó Jacques y pateó a la reina y a sus damas".
Su abuela estaba agradecida con la reina por su ayuda financiera, que le permitió mantener a su familia. Sus hermanos también se beneficiaron de la adopción: se financió una educación musical para su hermano Denis Gagné, que fue empleado como violonchelista en la orquesta real en 1787, y una dote y regalos monetarios para sus hermanas Louise Marie Gagné y Marie Madeleine Gagné hasta el 10 de agosto de 1792.

## La vida en la corte
Madame Campan comentó que el niño estaba descontento con la adopción desde el principio, porque extrañaba a su familia: "La llegada de Su Majestad a sus aposentos en Versalles, con el pequeño rústico de la mano, asombró a toda la casa; gritó con intolerable estridencia que deseaba volver con su abuela, su hermano Louis y su hermana Marianne, nada podía calmarlo. Fue llevado por la esposa de un sirviente, quien fue designada para atenderlo como nodriza.” Armand fue el primer hijo que adoptaron el rey y la reina, pero no sería el último. Le siguió Ernestine Lambriquet en 1778; Jean Amilcar en 1787 y "Zoë" Jeanne Louise Victoire en 1790. Armand, Ernestine y Zoë fueron los únicos entre los hijos adoptivos de la reina que realmente vivían con la familia real, en lugar de solo vivir de los gastos.
La reina le dio al niño un nuevo nombre, Armand, que era el nombre del hijo de su favorita, Madame de Polignac. En consecuencia, Armand se crio en la corte. La reina lo describió como muy mimado, y Campan describió cómo "ahora una bata blanca con encajes, una faja rosa con flecos de plata y un sombrero adornado con plumas, sustituyeron al gorro de lana, la pequeña bata roja y los zapatos de madera". Como su hermana adoptiva Ernestine, que le siguió un par de años después, fue una parte constante de la vida privada íntima de la familia real y fue tratado como ellos en privado. La reina, que durante este período estuvo atormentada por la presión sobre ella para que diera a luz un niño, supuestamente encontró consuelo en la presencia de Gagné:
"El niño era realmente muy hermoso. La reina quedó encantada con él; lo traían todas las mañanas a las nueve; desayunaba y cenaba con ella, y a menudo incluso con el rey. Le gustaba llamarlo hijo mío, y le prodigaba caricias, guardando aún un profundo silencio respecto a los pesares que ocupaban constantemente su corazón.”
Sin embargo, no formaba parte formal de la vida cortesana: no era tratado como un príncipe y su presencia en la corte era informal. Había sido adoptado en contra de su voluntad, no estaba dispuesto a dejar a su abuela y parecía haber desarrollado una mala relación con sus padres adoptivos. Madame Campan comentó que la reina perdió interés en su hijo adoptivo después de haber dado a luz a su primer hijo biológico en 1778, su hija María Teresa.

## Servicio militar
Al estallar la Revolución Francesa en 1789, Gagné, según se informa, llegó a tener simpatías republicanas. Se unió al ejército revolucionario y murió en la batalla de Jemappes en noviembre de 1792.
Madame Campan comentó: "Este pequeño desafortunado tenía casi veinte años en 1792; la furia de la gente y el temor de ser considerado el favorito de la Reina lo habían convertido en el terrorista más sanguinario de Versalles. Murió en la batalla de Jemappes."